# 아카이시촌 (아오모리현)
아카이시촌(赤石村)은 아오모리현 니시쓰가루군에 놓여졌던 촌이다.

## 지리
북쪽은 동해에 인접해 있다.

## 연혁
- 1889년 4월 1일 - 정촌제 시행과 함께 니시쓰가루군의 주변 11개 촌이 합병해, 아카이시촌이 성립하였다.
- 1955년 3월 31일 - 니시쓰가루군 아지가사와정, 나카촌, 마이도촌, 나루사와촌과 합병해, 아지가사와정을 신설해 소멸하였다.

## 교통
- 일본국유철도 고노선